# 斉藤むねお
斉藤 むねお（さいとう むねお、1966年2月15日 - ）は、日本の漫画家。

## 来歴・人物
『克己・パラドックス』で第13回新人コミック大賞入選。
『ポケットモンスター 金・銀』シリーズ以降の『ポケットモンスター』やアニメ・映画のキャラクターデザインを担当。単行本のコメント欄にて、ポケモンの公式イラストを手がけているゲームフリークの杉森建とは古くからの友人である事も語られている。
ポケットモンスターのゲーム中には「かいパンやろうのムネオ」というキャラクターが登場するが、斉藤むねおがモデルであることをほのめかすようなコメントが『ゴールデン・ボーイズ』の単行本に収録されている。
Macintoshの愛好家であり、自分のWebサイトなどはMacintoshで管理を行っているという。
中津賢也と上條淳士のアシスタントを経験したことがある。それぞれ上記の漫画家の作品には「むねお新聞」やしりとりの途中で「むねお」が出てきたりする。

## 作品リスト
- ヒューマン・リーグ （原作：野沢尚）
- ジョーダンじゃないよ!
- 獣戦士ガルキーバ （原作：矢立肇）
- 感動王列伝（第3巻） （取材、構成：根岸康雄）
- 走って! RUN（るん）♪
- ポケットモンスター金・銀 ゴールデン・ボーイズ
- がんばれ!ドッジファイターズ （原作：村上としや）
- 日本史探偵コナン シーズン1第1巻 縄文時代（2017年12月、小学館、原作：青山剛昌、山㟁栄一と共著）
- 日本史探偵コナン シーズン1第8巻 戦国時代（2017年12月、小学館、原作：青山剛昌、狛江和生と共著）
- 日本史探偵コナン シーズン1第12巻 昭和時代（2018年3月、小学館、原作：青山剛昌、山㟁栄一と共著）
- 日本史探偵コナン 外伝（アナザー） 将棋編（2018年10月、小学館、原作：青山剛昌、山㟁栄一と共著）
- 日本史探偵コナン シーズン2第1巻 恐竜発見（2019年10月、小学館、原作：青山剛昌、山㟁栄一と共著）

## 未単行本作品リスト
- カイ 百鬼夜行伝 （掲載：少年サンデーSpecial増刊）
- 百鬼夜行物語 カイ （掲載：少年サンデーSpecial増刊）